# Адоніседек
Адоніседек (*XIII ст. до н. е.) — цар міста-держави Євус. Основні відомості містяться в Книзі Ісуса Навина (Нав. 10:1, Нав. 10:3). Ім'я перекладається як «Володар праведності».

## Життєпис
Про нього вдіомостей обмаль. За одними відомостями належав до ханаанеїв, за іншими — амореїв. З початком потужного вторгнення до Ханаану ізраїльських племен на чолі із Ісусом Навином утворив коаліцію у складі Хогама, царя Хеврону, Пірама, цара Ярмуту, Яфії, царя Лахішу і Дебіра, цара Еглону. Це свідчить про значний вплив міста-держави Євус та його володарів в Ханаані.
У вирішальній битві біля Гаваону (мешканці того перейшли на бік ізраїльтян) антиізраїльська коаліція зазнала тяжкої поразки. Потім під час відступу війська Адоніседека та його союзників зазнали втрат під час потужної грозової бурі та зливи. Царі сховалися у печері, де згодом були схоплені, а потім страчені.